# ماتيوس مولر دي سوزا لوبيز
ماتيوس مولر دي سوزا لوبيز هو لاعب كرة قدم برازيلي في مركز ظهير ‏، ولد في 11 نوفمبر 1995 في Jataí ‏ في البرازيل. لعب مع نادي بالميراس.